# Sapey
Pour les articles homonymes, voir Sapey.
Le Sapey est une rivière française du nord du Massif central qui coule dans le sud-est du département de l'Allier en région Auvergne-Rhône-Alpes. C'est un affluent dans la Montagne bourbonnaise de la Besbre en rive droite, donc un sous-affluent de la Loire.

## Géographie
Le Sapey prend naissance au lieu-dit le Gué de la Chaux à la limite entre les territoires des communes de Saint-Nicolas-des-Biefs et de Laprugne. 
Il se dirige du sud-est vers le nord-ouest, direction qu'il maintient globalement jusqu'à la fin de son petit parcours de 9,7 km. 
Il se jette dans la Besbre (rive gauche) à La Chabanne, à quelque cinq kilomètres en amont de Saint-Clément.

### Communes et cantons traversés
Le Sapey traverse ou longe les trois communes suivantes, d'amont en aval, de Saint-Nicolas-des-Biefs (source), Laprugne et La Chabanne (confluence), toutes situées dans le département de l'Allier.

### Bassin versant
Le Sapey traverse une seule zone hydrographique « la Besbre de sa source au Coindre (C) » (K150) de 126 km2 de superficie.

## Affluents
Le Sapey a un seul affluent référencé :
- le ruisseau le Galant (rd[note 1]), 5,4 km sur les trois communes de Saint-Clément, La Chabanne (confluence) et Saint-Nicolas-des-Biefs (source) avec un affluent :
  - la Grande Goutte (rg), 2,4 km sur la seule commune de Saint-Nicolas-des-Biefs.

### Rang de Strahler
Donc son rang de Strahler est de trois.

## Hydrologie
Le Sapey est une rivière petite mais fort abondante. 

### Le Sapey à la Chabanne
Son débit a été observé durant une période de 13 ans (1995-2008), à La Chabanne, localité du département de l'Allier située au niveau de son confluent avec la Besbre. La surface ainsi étudiée est de 21 km2, soit la quasi-totalité du bassin versant de la rivière.
Le module de la rivière à La Chabanne est de 0,515 m3/s.
Le Sapey présente des fluctuations saisonnières de débit bien marquées, comme très souvent dans le bassin de la Loire. Les hautes eaux se déroulent en hiver et se caractérisent par des débits mensuels moyens allant de 0,678 à 0,892 m3/s, de décembre à avril inclus (avec un maximum assez net en janvier). À partir de la fin du mois d'avril, le débit baisse progressivement jusqu'aux basses eaux d'été qui ont lieu de juillet à septembre inclus, entraînant une baisse du débit mensuel moyen jusqu'à 0,154 m3/s au mois d'août. Mais ces moyennes mensuelles ne sont que des moyennes et cachent des fluctuations bien plus prononcées sur de courtes périodes ou selon les années.

### Étiage ou basses eaux
Aux étiages, le VCN3 peut chuter jusque 0,008 m3/s (huit litres), en cas de période quinquennale sèche, ce qui est assez sévère, même pour un aussi petit cours d'eau. Mais ce fait est fréquent parmi les rivières de la région coulant sur le vieux socle peu perméable du massif central.

### Crues
Les crues peuvent être assez importantes, compte tenu de la petitesse du bassin versant. Les QIX 2 et QIX 5 valent respectivement 4,7 et 7,5 m3/s. Le QIX 10 est de 9,3 m3/s et le QIX 20 de 11 m3/s. Le QIX 50 n'a pas été calculé faute d'une durée d'observation suffisante pour le déterminer avec précision.
Le débit instantané maximal enregistré à La Chabanne a été de 22,2 m3/s le 14 juin 2007, tandis que la valeur journalière maximale était de 9,79 m3/s le 28 septembre 2007. Si l'on compare la première de ces valeurs à l'échelle des QIX de la rivière, l'on constate que cette crue était deux fois supérieure au niveau vicennal calculé par le QIX 20, et donc tout à fait exceptionnelle.

### Lame d'eau et débit spécifique
Le Sapey est une rivière très abondante, bien plus que la plupart des rivières du nord du massif central. La lame d'eau écoulée dans son bassin versant est de 758 millimètres annuellement, ce qui est plus de deux fois supérieur à la moyenne d'ensemble de la France (320 millimètres/an), et plus de trois fois plus élevé que la moyenne du bassin de la Loire (plus ou moins 245 millimètres). Le débit spécifique (ou Qsp) atteint le chiffre très robuste de 23,9 litres par seconde et par kilomètre carré de bassin.

## Aménagements et écologie

### Curiosités - Tourisme
- Laprugne : Station de sports d'hiver de la Loge des Gardes, remontées mécaniques. Ski de fond. Chasse. Gîtes ruraux. Chemin de fer touristique construit par des amateurs (de La Loge des Gardes). Châteaux de la Chapelle et des Petits-Herviers. Point culminant des Monts de la Madeleine.